# Talorgan mac Unuist
Talorgan mac Unuist roi des Pictes de 780 à 782 ou de 782/783 à 784/785.

## Origine
Marjorie Ogilvie Anderson, W. A. Cummins et James E. Fraser s'accordent pour considérer qu'il était le fils d’Oengus Ier et de ce fait  le premier roi des Pictes qui ait accédé au trône en succédant (indirectement) à son père.
En 782 les Annales d'Ulster relèvent la disparition d’un roi picte: « « Dub Tholargg rex Pictorum citra Monoth  » c'est-à-dire « Tholargg le Noir roi des Pictes de ce côté du Mounth » (i.e les Monts Grampians). L’identification de ce souverain avec l'un des deux rois contemporains homonymes mentionnés par les listes de la Chronique Picte: Talorgan mac Drust et Talorgan mac Unuist permet plusieurs hypothèses.

## Hypothèses
W. A. Cummins dans son ouvrage de 1998 The Age of the Picts remarque que les listes de la Chronique Picte enregistrent entre la mort de Álpin mac Uuroid après 3 ans 1/2 de règne en 778 ou 780 et l’expulsion de Canaul mac Tarla en 789, les rois suivants : 
- Drest mac Talorgan pendant 1 an ;
- Talorgan mac Drust ou Drostan pendant 4/5 ans ;
- Talorgan mac Unuist pendant 2 ½ ans.
- Canaul mac Tarla pendant 5 ans jusqu'en 789[3]

Dans ce contexte la durée totale des règnes est supérieure aux années disponibles entre les deux événements datés par les annalistes irlandais. W.A. Cummins estimait donc que la succession était la suivante: Drust mac Talorgan en 778, Talorgan mac Drust (identifié avec Dub Talorgg) de 779 à 782/783 et enfin Talorgan mac Oengus de 783 à 784/785 
Plus récemment dans son ouvrage de 2009 James E. Fraser estime que les trois rois ne se sont pas succédé mais qu'ils ont régné en concurrence de chaque « côté du Mounth » : Talorgan mac Unuist qu'il identifie avec « Dub Tholargg »; 2  ½ ans de ce côté du Mounth (780-782), aurait partagé initialement le royaume avec son cousin Drest mac Talorgan de l'autre côté du Mounth (780-781) puis avec Talorgan mac Drust  pendant 4/5 ans de 781 à 785.

## Sources
- (en) J.M.P Calise Pictish Soourcebook, Documents of Medieval Legend and Dark Age History Greenwood Press (Londres 2002)  (ISBN 0-313-32295-3)
- (en) W.A Cumming The Age of the Picts Sutton Publishing (1998)   (ISBN 0750916087).
- (en) William Forbes Skene Chronicles Of The Picts,Chronicles Of The Scots, And Other Early Memorials Of Scottish History. H.M General Register House Edinburgh (1867) Reprint par Kessinger Publishings's (2007)  (ISBN 1432551051).
- (en) Alfred P. Smyth, Warlords and Holy Men Scotland ad 80~1000, Edinburgh, Edinburgh University Press, 1984, 279 p. (ISBN 0748601007), p. 69,75.
- (en) Ann Williams, Alfred P. Smyth and D.P Kirby A bibliographical dictionary of Dark Age Britain. SEABY London (1990)  (ISBN 1-85264-047-2).
- (en) James E. Fraser From Caledonia to Pictland, Scotland to 795 The New Edinburgh History of Scotland. Edinburgh University Press, Edinburgh (2009)  (ISBN 9780748612321).